# L'Année sociologique
L'Année sociologique és una revista acadèmica de sociologia bianual revisada per experts creada el 1898 per Émile Durkheim, qui també va ser el seu primer editor en cap. Es va publicar anualment fins al 1925, canviant el seu nom a Annales sociologiques entre 1934 i 1942. Després de la Segona Guerra Mundial va recuperar el seu nom original. Durkheim va establir la revista com una manera de donar a conèixer la seva pròpia investigació i la recerca dels seus estudiants i altres estudiosos que treballaven dins del seu nou paradigma sociològic.

## Història
Fins al 1969 una part de la revista es classificava en tres grups: (1) antropologia i sociologia, (2) sociologia qualitativa empírica i (3) sociologia quantitativa empírica. La resta es va dedicar a ressenyes de llibres.
Nombrosos sociòlegs coneguts van ser els primers col·laboradors de la revista, com Célestin Bouglé, Henri Hubert, Marcel Mauss, François Simiand, Robert Hertz, Maurice Halbwachs i Georg Simmel. Durant l'edició de Durkheim de la revista, el consell de redacció estava format per un equip d'aproximadament cinquanta investigadors, un grup que es va conèixer com a «Escola Francesa de Sociologia».
La revista es va rellançar després d'una interrupció en la publicació a causa de la Primera Guerra Mundial i la mort de Durkheim el 1917. L'obra de Mauss Essai sur le don. Forme et raison de l'échange dans les sociétés archaïques va ser l'únic article inclòs en l'edició rellançada, precedit pel seu encomi als col·legues que havien mort des de l'edició anterior el 1912.
Encara que originàriament influenciada per Durkheim, l'edició moderna de la revista es basa en la investigació de la història de les ciències socials. Tot i que originalment només es publicava en francès, ara també publica traduccions del francès i articles escrits en anglès.